# Seznam slovenskih ornitologov
Seznam slovenskih ornitologov je urejen po abecednem redu.

## B
- Rafael Bačar
- Tilen Basle
- Stanislav Bevk
- Andrej Bibič
- Blaž Blažič
- Dominik Bombek
- Darjo Bon
- Dejan Bordjan
- Ivo A. Božič
- Luka Božič (ornitolog)
- Franc Bračko (ornitolog)
- Alenka Bradač
- Igor Brajnik
- Jože Bricelj
- Zmago Bufon

## C
- Marjeta Cvetko

## D
- Avgust Dajčman
- Muhamed Delić
- Damijan Denac
- Katarina Denac
- Mitja Denac
- Dušan Dimnik
- Jurij Dogša
- Gregor Domanjko

## E
- Leopold Egger
- Fran Erjavec
- Ivan Esenko

## F
- Dare Fekonja
- Jernej Figelj
- Henrik Freyer

## G
- Urša Gajšek
- Matej Gamser
- Pavel Gantar?
- Iztok Geister
- Marjan Gobec
- Anton Godec (1866-1948)
- Jože Gračner
- Janez Gregori (1941-)
- Dejan Grohar
- Peter Grošelj
- Alfonz Gspan (1878–1963)

## H
- Jurij Hanžel
- Vojko Havliček
- Pia Höfferle
- Eva Horvat
- Andrej Hudoklin

## J
- Tomaž Jančar
- Franc Janžekovič

## K
- Dušan Kaplan?
- David Kapš
- Luka Kastelic?
- Leon Kebe
- Milovan Keber
- Dušan Klenovšek ?
- Tomaž Klenovšek
- Ivan Kljun
- Primož Kmecl
- Urš(k)a Koce
- Neža Kocijan
- Brane Koren
- Fran Kos
- Stane Kos
- Aleksander Kozina
- Kajetan Kravos?
- Ivan Krečič
- Albin Kunst?

## L
- Brane Lapanja
- Peter Legiša
- Bojana Lipej
- Lovrenc Lipej
- Bogdan Lipovšek

## M
- Božidar (Dare) Magajna
- Bojan Marčeta
- Aleš Marsič?
- Sergej D. Matvejev
- Matija Medved Mlakar
- Gaber Mihelič
- Tomaž Mihelič
- Vitomir Mikuletič
- Staš Miljuš
- Borut Mozetič

## O
- Tadeja Oven?

## P
- Polona Pagon?
- Rajko Piciga
- Mirko Perušek
- Alen Ploj
- Zdravko Podhraški
- Dušan Pogačar
- Slavko Polak
- Janko Ponebšek
- Božidar Ponebšek
- Aleksander Pritekelj
- Tjaša Pršin

## R
- Joško Račnik
- Bia Rakar
- Andreja Ramšak
- Peter Razpet
- Otmar Reiser
- Branko Robar?
- Miran Romšak

## S
- Gvidon Sajovic
- Valentin (Tine) Schein
- B. Schiavuzzi
- G. Schiebel
- H. Schollmayer-Lichtenberg
- Ferdinand Schulz (preparator...)
- Giovanni Antonio Scopoli
- Eduard Seidensacher
- Maks Sešlar
- Andrej Sovinc
- Domen Stanič
- Daša Stavber
- Polona Sušnik?

## Š
- Nataša Šalaja Razinger (1973-2022)
- Željko Šalamun
- Dare Šere (1948-)
- Iztok Škornik
- Pavle Štirn
- Polde Štricelj
- Vlado Štolfa
- Borut Štumberger
- Tanja Šumrada
- France Šušteršič

## T
- Rudolf (Rudi) Tekavčič
- Davorin Tome
- Tomi(slav) Trilar
- Peter Trontelj
- Peter Turk ?

## V
- Zlata Vahčič
- Miro Vamberger
- Ana Vaupotič
- Milan Vogrin
- Iztok Vreš
- Al Vrezec
- Petra Vrh Vrezec
- Bogdan Vidic

## Z
- Tjaša Zagoršek
- Gašper Završnik
- Žiga Zois

## Ž
- Vilijem Žgavec